# Gauner, Gangster, schöne Mädchen
Gauner, Gangster, schöne Mädchen ist ein US-amerikanischer Western aus dem Jahr 1950 von Thomas Carr mit Lash La Rue und Fuzzy St. John in den Hauptrollen.

## Handlung
Während sich die Einheimischen in der Stadt Navajo im Saloon mit einer Varieté-Show amüsieren, spielt ein schwarz gekleideter Fremder am Kartentisch. Als der Fremde einen anderen Spieler des Betrugs beschuldigt, kommt es zu einer Schlägerei. Nachdem der Spieler für schuldig befunden wurde, stellt Saloonbesitzer Mike Leonard den Fremden als neuen Kartengeber ein. Der Fremde setzt sich an den Spieltisch und wird von einem weiteren Neuankömmling, dem Goldsucher Fuzzy, und der Bardame Joan Collins begleitet, die dem Fremden heimlich eine Notiz überreicht, die ihn vor einem bevorstehenden Raubüberfall warnt.
Als Revolvermänner beginnen, die Stadt zu überfallen, verlässt der Fremde den Saloon durch die Hintertür und beobachtet heimlich, wie Leonard die Bank mit einer Tasche verlässt, die er in sein Büro über dem Saloon trägt. In seinem Büro schließt Leonard die Tasche in seinen Safe und verlässt die Stadt zu Pferd. Als sich der Tumult draußen gelegt hat, verkündet der Stadtbankier Jim Thorne den Bargästen, dass 40.000 Dollar aus der Bank gestohlen wurden. Der Barkeeper George informiert Thorne, dass Sheriff Doolin geschäftlich außerhalb der Stadt ist. Der Fremde hat sich maskiert und sucht Thorne, den Bürgermeister und den Postkutschenvertreter Alvin in Thornes Büro auf und informiert sie, dass sowohl Leonard als auch der Sheriff während des Raubüberfalls tatsächlich in der Stadt waren und dass sie das Geld in Leonards Büro finden werden. Kurze Zeit später kehrt Leonard in sein Büro zurück, nimmt die Tasche aus dem Bodensafe und legt sie in den Wandsafe hinter einem Bild. Unten betreten Thorne, Sheriff Doolin, der Bürgermeister und Alvin die Kneipe und gehen zu Leonards Büro. Sie zwingen Leonard, den Bodensafe zu öffnen, und finden ihn leer vor.
Der Sheriff beschuldigt den Fremden, Jess Dalton zu sein, der berüchtigte Bandit, der wegen Mordes und Raubes gesucht wird, und gibt an, dass er zum Zeitpunkt des Raubes verdächtigerweise nicht in der Kneipe war. Thorne und seine Männer kehren nach unten zurück, wo der Sheriff eine Waffe auf den Fremden richtet und bereit ist, ihn festzunehmen. Fuzzy lenkt den Sheriff jedoch ab, indem er ihm Karten ins Gesicht wirft, wodurch der Fremde ihm seine Waffe abnehmen kann. Nachdem der Fremde und Fuzzy durch die Hintertür des Saloons geflohen sind, schließen die Stadtbewohner, dass der Fremde der Bankräuber ist. Es werden Steckbriefe für seine Ergreifung aufgestellt. In der Zwischenzeit treffen sich Fuzzy, Joan und der Fremde in einer Hütte außerhalb der Stadt und besprechen den Fall. Dort erzählt Joan, dass sie gehört hat, wie Billy Saunders und Leonard sich bei ihren richtigen Namen, Jess und Clint Dalton, genannt haben. Sie kommen zu dem Schluss, dass die Dalton-Bande versucht hat, die Stadtbewohner zu täuschen und sie glauben zu machen, dass Fuzzy und der Fremde die berüchtigten Gesetzlosen seien. Nachdem einer von Daltons Männern die Hütte ausspioniert und Clint berichtet, dass die drei zusammenarbeiten, ist Clint überzeugt, dass sie Detektive sind.
Im Saloon schleicht sich Joan in Clints Büro, um nachzuforschen, und findet den Wandtresor. Joan eilt zurück zur Hütte und wird von Jess verfolgt. Dort erzählt sie Fuzzy und dem Fremden von dem Wandtresor. Der Fremde bittet Fuzzy, das Gold abzuholen, das sie bei einem von Daltons früheren Raubüberfällen konfisziert haben, und verlässt dann die Hütte zu Pferd. Jess, der draußen wartet, verfolgt ihn, aber der Fremde lauert ihm auf und zwingt ihn, abzusteigen. Jess kann fliehen, eine Schießerei entbrennt. Als der Fremde Jess mit seiner Peitsche zu Fall bringt und es zu einer Schlägerei kommt, gewinnt der Fremde die Oberhand. Der Fremde kehrt in die Stadt zurück und trifft sich mit dem Bürgermeister und den örtlichen Geschäftsleuten, erklärt ihnen die List der Daltons, gibt ihnen das Gold und enthüllt seine wahre Identität: Lash LaRue, US-Marshal. In Clints Büro erzählt der Bürgermeister Clint, dem Sheriff und einem Kumpanen von Lashs Identität. Clint und seine Männer versuchen erneut, die Bank auszurauben. Als sie jedoch den Kassierer mit vorgehaltener Waffe festnehmen und ihm befehlen, den Safe zu öffnen, tritt Fuzzy hinter der Safetür hervor und schießt. Zwei der Räuber werden festgenommen, aber Clint entkommt in den Stall, wo Lash ihm die Waffe aus der Hand reißt. Es kommt zu einer Schlägerei, und trotz Clints Versuchen, Lash mit Mistgabeln und Heuhaken zu erstechen, setzt sich Lash durch. Im Büro des Bankiers nehmen Lash, Fuzzy und Joan die Dankbarkeit der Stadtbewohner entgegen, schließlich gibt Joan Fuzzy einen Abschiedskuss. Fuzzy ist von der Geste so überwältigt, dass er ohnmächtig wird, und Lash trägt ihn über die Schulter aus dem Büro.

## Hintergrund
Obwohl im Film verschiedene Gruppen auftreten, darunter eine Cancan-Gruppe, ein Musik-Quartett und ein Jonglier-Trio, sind keine weiteren Informationen über die Künstler verfügbar. Zusätzlich zu den unten aufgeführten Songs sind mehrere Ausschnitte von Liedern zu hören, deren Titel und Komponisten unbekannt sind.

## Musik
Folgende Songs wurden im Film gespielt:
- Buffalo Gals von William Cool White
- Nelly Bly und Camptown Races von Stephen Foster
- The Loveliest Night of the Year von Paul Francis Webster und Irving Aaronson

## Veröffentlichung
Die Premiere des Films fand am 25. Februar 1950 statt. In der Bundesrepublik Deutschland kam er am 1. April 1958 in die Kinos.

## Kritiken
Das Lexikon des internationalen Films schrieb: „Harm- und geistloser Western vom Hollywood-Fließband.“